# 산티카 클럽 화재

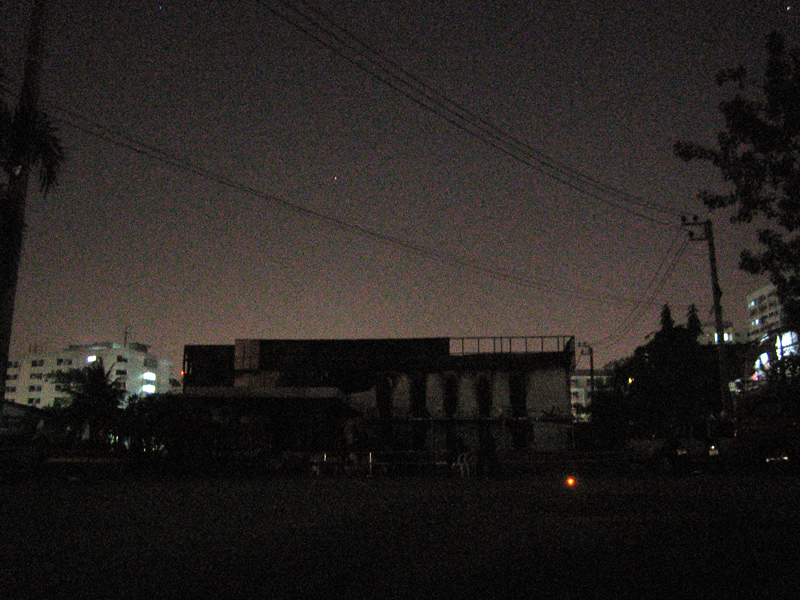

산티카 클럽 화재 사고는 2009년 1월 1일 자정 무렵, 태국의 방콕 중심가에 위치한 나이트클럽에서 일어난 화재 사고이며, 지금까지 61명이 숨지고 200여명의 부상자가 속출하였으며 한국인의 부상자도 3명이나 발생된 사건이다.

## 사건 개요
1월 1일 새벽 방콕의 에카마이거리에 위치한 2층짜리 ‘산티카 클럽’에서 원인 모를 화재가 발생, 새해를 맞아 축제를 위해 사람들이 파티를 즐기던 도중 불이 나자 수백명이 한꺼번에 탈출을 시도했지만 출입구가 겨우 단 1개뿐이었다.
생존자의 진술에 따르면, 출입구가 겨우 2m 크기 뿐인데다, 700~800명의 사람들이 한꺼번에 빠져 나오던 중이었으며, 화재 주변 지역에서는 교통 체증이 심했고, 구조작업이 제대로 이루어지지 않았다고 한다.

## 사망 여부
사망자 중 외국인은 주로 일본인, 오스트리아인, 네팔인 등이라고 일간지인 네이션이 경찰의 의견을 토대로 전했다. 또한 한국인 3명도 부상을 당했지만 대부분 경상인 것으로 밝혀졌다.